# 吳應試
吳應試（16世紀—17世紀），字正泰，江西撫州府臨川縣人，明朝政治人物。

## 生平
吳應試是萬曆二十五年（1597年）丁酉科舉人，萬曆二十九年（1601年）中會試副榜第一，馮琦為他感到惋惜，授虹縣教諭，陞龍游知縣，屬下拿來三百金入獻，說：「這是一向做法。」他回答：「拿去入外庫吧。」秘密監察吏員貪污行徑，某天他突然入庫查核，屬下來不及掩飾，從籮筐中搜獲五冊官物，總值數千金，他全數拿來充賦稅，吏員都被正法。調任陽春，海防同知某誣陷商船三百人為海盜，沒收貨物，他查察後嚴肅的說：「怎能讓三百人死去以求升遷？」釋放所有商人並還回貨物，同知暗中中傷他，他就以雙親年老請求回鄉。在臨川，他主持興建千金陂、萬魁塔，著有《書經講義》及《丹砂餌服導引》。

## 引用
1. 1 2  光緒《撫州府志·卷五十一·人物志》：吳應試，字正泰，臨川人，萬厯丁酉鄉舉，辛丑會試副榜第一，主司懊惜之，為虹縣教諭，陞龍游令，吏函三百金入獻，曰：「故事也。」應試謂之曰：「姑持去入庫即吾外府。」因密察吏奸狀，一日突入庫勾稽，吏不及備掩，筐中得五冊皆私出官物，權子母至數千金，試盡以充逋賦而論吏如法。調陽春縣，海防同知某誣商舟三百人為海盜，沒其貨屬，應試按實且以題敘啖之，應試正色曰：「安敢死三百人求遷一官？」徑開釋還所掠，同知謀中應試不已，遂以親老乞養歸，郡中有大興作，如千金陂、萬魁塔皆試董其成，著有《書經講義》及《丹砂餌服導引》諸書行世。
2. ↑  雍正《撫州府志·卷二十二·人物 仕績下》：吳應試，字正泰，臨川人，萬曆丁酉鄉舉，辛丑已雋，會減額落為副榜第一，琢庵馮公懊惜之，乞虹諭，陞龍游令，吏函三百金入獻，曰：「故事也，誠亦詒之。」曰：「姑持去庫吾外府。」因密察吏奸狀，一日突入庫勾稽，吏不及備掩，筐中得五冊皆私出官物，權子母至數千金，試盡以充逋賦而論吏如法。調陽春，海防同知某誣商舟三百人為海盜，沒其貨屬，試按實且以題敘啖之，試正色曰：「安敢死三百人求遷一官？」徑開釋還所掠，丞謀中試不已，試遂以親老乞養歸，郡中有大興作，如千金陂、萬魁塔皆試董其成，著有《書經講義》，兼旁及《丹砂餌服導引》諸書行世。